# Tom Price (politico)
Thomas Edmunds Price, detto Tom (Lansing, 8 ottobre 1954), è un politico e medico statunitense, segretario della salute e dei servizi umani nella prima amministrazione Trump dal 10 febbraio al 29 settembre 2017, in precedenza membro della Camera dei Rappresentanti per lo stato della Georgia dal 2005 al 2017.

## Biografia
Nato a Lansing, Price si laureò in medicina all'Università del Michigan e in seguito si trasferì ad Atlanta per aprire una clinica ortopedica, che diresse per vent'anni.
Successivamente Price entrò in politica con il Partito Repubblicano e nel 1997 riuscì ad ottenere un seggio all'interno della legislatura statale della Georgia.
Nel 2004 il deputato Johnny Isakson decise di candidarsi al Senato e Price allora concorse per il suo seggio alla Camera dei Rappresentanti, riuscendo a farsi eleggere. Da quel momento venne sempre riconfermato con elevate percentuali di voto.
Da un punto di vista ideologico, Price si configura come un repubblicano conservatore, soprattutto in materia di aborto.
Il 29 novembre 2016 Tom Price venne nominato da Donald Trump in qualità di Ministro della Salute. Price, schierato apertamente contro l'Obamacare, fu chiamato, secondo l'agenda dei primi cento giorni del nuovo governo, a smantellare il sistema sanitario voluto da Barack Obama per sostituirlo in parte o in toto.
Il 29 settembre 2017 Tom Price rassegnò le proprie dimissioni dal ruolo di ministro della sanità, investito da uno scandalo legato alle spese di rappresentanza. Con un mandato di soli 231 giorni, è stato il segretario più breve della storia. Nel luglio 2018 l'ispettore generale del dipartimento ha pubblicato un rapporto in cui si accertava che Price aveva ripetutamente violato le regole di viaggio del governo e aveva sprecato almeno 341.000 dollari attraverso l'uso di jet noleggiati e aerei militari. Il rapporto raccomandava al governo di tentare di recuperare i soldi spesi in modo improvvido nei viaggi di Price.